# ایفلین
| سامانه   | ردیف      | اشکوب    | میلیون سال پیش |
| -------- | --------- | -------- | -------------- |
| کربونیفر | میسیسیپین | تورنیسین | → پیش از آن    |
| دوونین   | بالا      | فامنین   | ۳۵۸٬۹–۳۷۲٬۲    |
| دوونین   | بالا      | فراسنین  | ۳۷۲٬۲–۳۸۲٬۷    |
| دوونین   | میانه     | گیوتین   | ۳۸۲٬۷–۳۸۷٬۷    |
| دوونین   | میانه     | ایفلین   | ۳۸۷٬۷–۳۹۳٬۳    |
| دوونین   | زیرین     | امسین    | ۳۹۳٬۳–۴۰۷٬۶    |
| دوونین   | زیرین     | پراگین   | ۴۰۷٬۶–۴۱۰٬۸    |
| دوونین   | زیرین     | لوخکووین | ۴۱۰٬۸–۴۱۹٬۲    |
| سیلورین  | پریدولی   | پریدولی  | → پس از آن     |

ایفلین (انگلیسی: Eifelian) در مقیاس زمانی زمین‌شناسی یکی از دو اشکوب از دور دوونین میانه از دوران دیرینه‌زیستی از ابردوران پیدازیستی است که بازه زمانی ۱٫۲ ± ۳۹۳٫۳ تا ۱٫۲ ± ۳۸۷٫۰۸ میلیون سال پیش را در بر می‌گیرد.
ایفیلین در ستون چینه‌شناسی پس از عصر امسین و پیش از ژیوتین جای دارد و نام آن تپه‌های ایفل در غرب آلمان گرفته شده‌است این اشکوب شامل رسوبات کوارتزیتی شیلی و آهکی است که اولین بار در ناحیه آردن بلژیک مطالعه و نامگذاری شده است.